# Ібн Фадлан
А́хмад ібн Фадла́н ібн ал-Абба́с ібн Ра́шид ібн Хамма́д (араб. أحمد إبن فضلان إبن ألعباس إبن راشد إبن حما; роки народження і смерті невідомі) — арабський письменник і мандрівник першої половині X століття. У 921—922 роках як секретар посольства багдадського каліфа Джафара аль-Муктадіра подорожував з Багдаду через Середню Азію в Поволжя до царя волзьких булгар.
Ібн Фадлан — автор «Книги», розповів про свою подорож, в якій подав цінні дані про природу, життя, релігію та побут хорезмійців, башкир, булгар, огузів, хозарів і русів. Спостереження Ібн Фадлана як свідка свого часу, мають надзвичайну історико-географічну та етнологічну цінність.
Текст цієї книги був втрачений. У 1923 році новий рукопис цієї праці було знайдено в Мешхеді (Іран).

## У белетристиці
Історія подорожей Ібн Фадлана послугувала одним з джерел для книги Майкла Крайтона «Пожирачі мертвих» (англ. «Eaters of the dead»), 1976 року. У книзі Ібн Фадлан супроводжує варягів в їх військовій експедиції проти диких племен, що напали на мирне поселення (у коментарях Крайтон натякає на те, що варяги б'ються з останніми неандертальцями). Багато сцен роману відтворюють спостереження Ібн Фадлана про вдачу і звичаї русів.
По мотивах роману було поставлено фільм «Тринадцятий воїн», в якому арабського посланника грає актор Антоніо Бандерас. У фільмі картини життя русів декілька пом'якшені з цензурних міркувань. Після виходу фільму, роман був перевиданий під новою назвою «13th warrior».